# Павлики (Полтавская область)
Павлики (укр. Павлики, до 2016 г. — Коминтерн) — село,
Солоницкий сельский совет,
Козельщинский район,
Полтавская область,
Украина.
Код КОАТУУ — 5322084905. Население по переписи 2001 года составляло 50 человек.

## Географическое положение
Село Павлики находится на расстоянии в 1,5 км от села Еристовка (Кременчугский район), в 2-х км от села Базалуки (Горишнеплавневский городской совет) и в 2,5 км от села Шевченки.
По селу протекает пересыхающий ручей с запрудой.

## История
После 1945 прсоеденины Рошавичи (Рашавцы)
Село указано на трехверстовке Полтавской области. Военно-топографическая карта.1869 года как отметки без названия